# Jakub Rajgrodzki
Jakub Rajgrodzki (ur. 3 lutego 1883 w Kijowie, zm. 1943 w Warszawie, w getcie warszawskim) – polski filozof, członek szkoły lwowsko-warszawskiej.

## Życie
Uczęszczał do szkół w Łodzi. Następnie studiował na Cesarskim Uniwersytecie Warszawskim (do 1903), Fryburskim i na Politechnice Kijowskiej, którą ukończył z tytułem inżyniera technologa. Następnie studiował na uniwersytetach w Zurychu i Wrocławiu. W czasie I wojny światowej zamieszkał w Rosji, a po jej zakończeniu powrócił do Łodzi, a następnie do Warszawy. W 1923-1927 studiował ponownie na Uniwersytecie Warszawskim, na Wydziale Filozoficzno-Humanistycznym. W 1933 obronił tam doktorat na podstawie pracy Z zagadnień myślenia historycznego (promotor Tadeusz Kotarbiński) .
Po wybuchu II wojny światowej trafił do getta warszawskiego. Jego dalsze losy nie są znane, prawdopodobnie zmarł w 1943 .

## Poglądy
Jest zaliczany do szkoły lwowsko-warszawskiej. Zajmował się epistemologią i metodologią nauk.
Zajmował się poglądami Koła Wiedeńskiego (Otto Neurath, Rudolf Carnap, Moritz Schlick), sam też zajmował stanowisko przychylne neopozytywizmowio, w szczególności w zakresie krytyki psychologizmu. Podobnie jak inni neopozytywiźmi sytuował podstawy wiedzy naukowej w połączeniu danych empirycznych i logiki. Krytykował natomiast pojęcie tego, co "bezpośrednio dane", jako wieloznaczne i zależne od kontekstu teoretycznego. W przeciwieństwie do twierdzeń wielu pozytywistów (m.in. Neuratha), uznawał odrębność metodologiczną nauk humanistycznych i społecznych i wypowiadał się przeciwko redukcjonizmowi fizykalistycznemu .

## Dzieła
- (1936) Ogólnofilozoficzne i metodologiczne poglądy Ottona Neuratha (Przegląd Filozoficzny 39),
- (1938) Rola poznawcza przeżyć spostrzegawczych w poglądach epistemologicznych Koła Wiedeńskiego (Kwartalnik Filozoficzny, 15)[2].
- (1993) "...A mądrości zło nie przemoże" (Warszawa)